# Burgess-Gletscher
Der Burgess-Gletscher ist ein 11 Kilometer langer Gletscher in der antarktischen Ross Dependency. In den Grosvenor Mountains fließt er in nordwestlicher Richtung durch das Otway-Massiv zum Mill-Stream-Gletscher.
Das Advisory Committee on Antarctic Names benannte ihn 1966 nach Robert William Burgess, Ionosphärenphysiker des United States Antarctic Research Program auf der Amundsen-Scott-Südpolstation im Jahr 1963.